# پانسوری
پانسوری (به کره‌ای: 판소리) نوعی موسیقی سنتی کره‌ای است که به صورت آواز همراه با ساز کوبه‌ای انجام می‌شود. پانسوری از دو بخش پان به معنای محل گرد آمدن مردم و سوری به مفهوم صدا تشکیل شده‌است. این موسیقی در سدهٔ هفدهم میلادی در کره مرسوم شد.

## آیین
نحوهٔ اجرای محبوب پانسوری در قرن نوزدهم میلادی دارای ویژگی‌های طنز و داستان‌های عاشقانه بود. نقل داستان کامل معمولاً ساعت‌ها به طول می‌انجامد تا به‌طور کامل نقل شود، برای نمونه «سرود چون‌هیانگ» هشت ساعت بدون وقفه و استراحت ادامه می‌یابد.
امروز، تنها پنج پانسوری از دوازده پانسوری اصلی برجای مانده‌است که عبارتند از:هیونگ‌بوگا، سیم‌چئونگا، چونگ‌هیانگا، جئوک‌بایوکگا و سوگونگا.
پانسوری در سال ۲۰۰۸ به فهرست میراث فرهنگی و معنوی یونسکو اضافه شد.

## نگارخانه

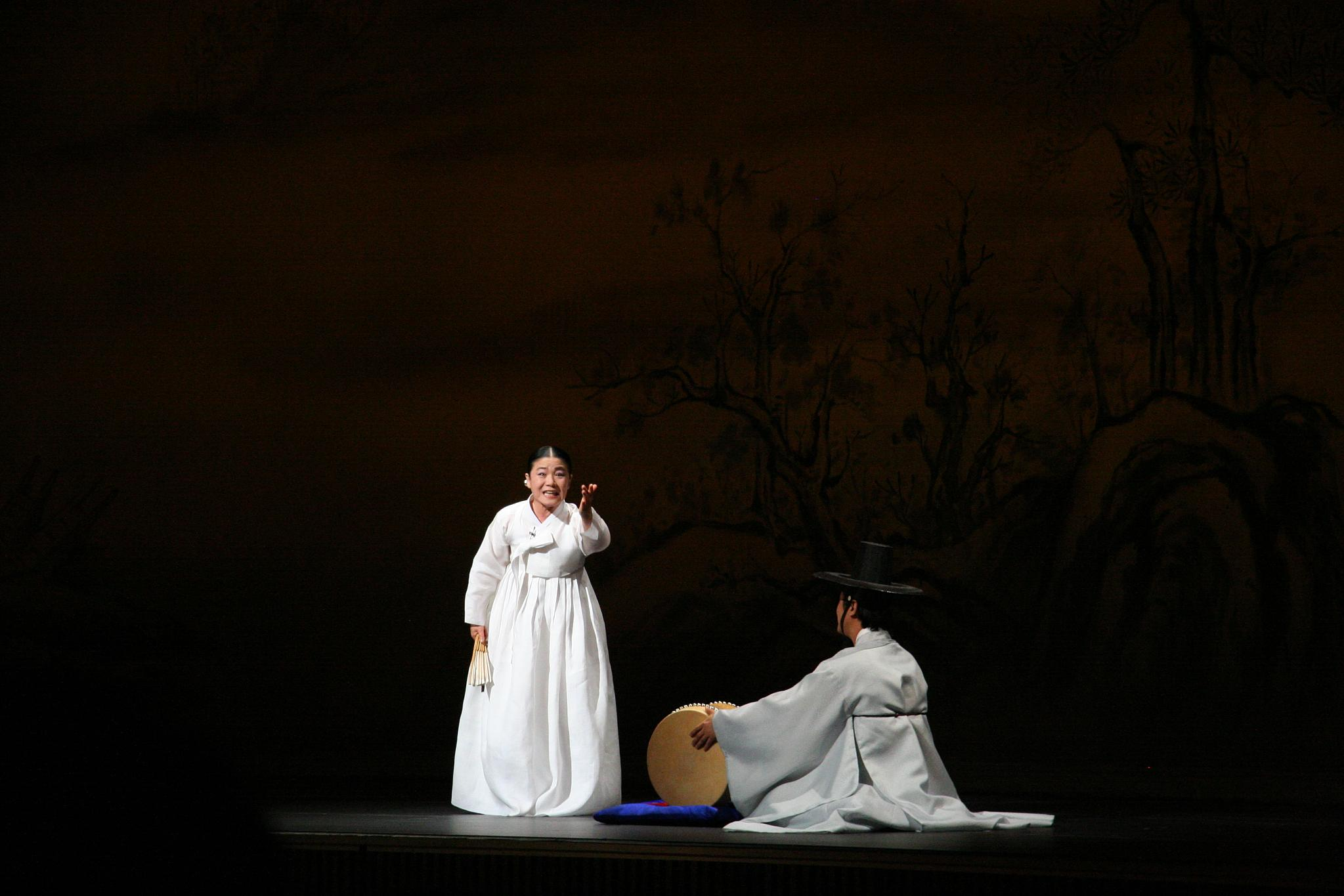
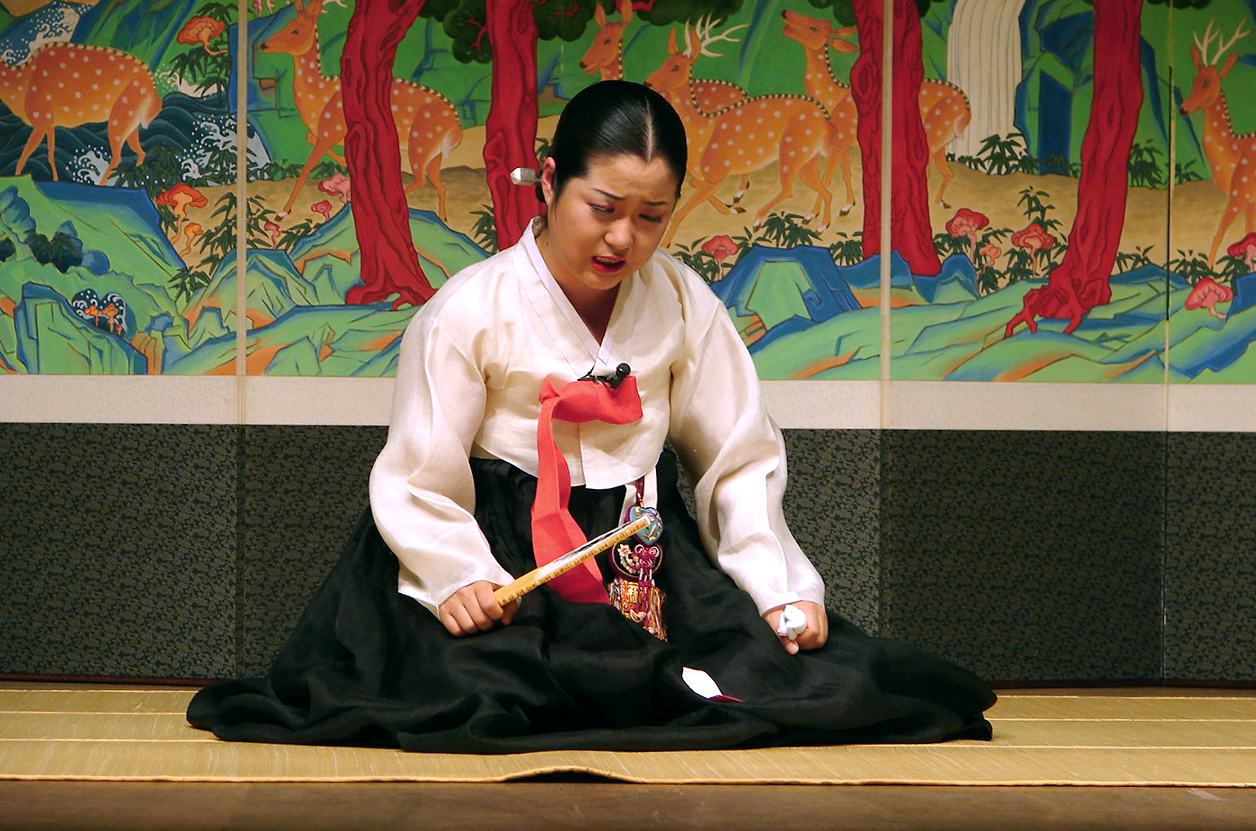
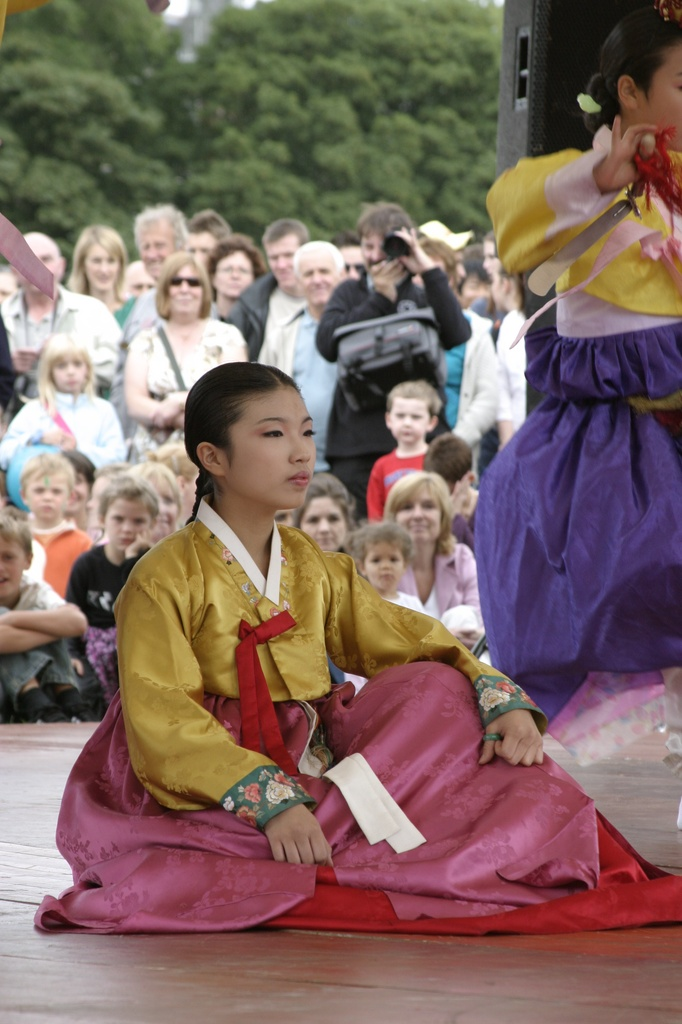